# Бэнкс, Джоан
Джоан Бэнкс (англ. Joan Banks; 30 октября 1918, Питерсберг, Западная Виргиния — 18 января 1998, Лос-Анджелес, Калифорния) — американская актриса кино, телевидения, театра и радио (которую называют «королевой мыльницы»), которая часто появлялась в драмах вместе со своим мужем Фрэнком Лавджоем.

## Ранние годы
В детстве Бэнкс посещала школу русского балета, а в старших классах школы преуспела в плавании. Благодаря своему таланту она получила стипендию в Американской академии драматического искусства и поступила в Хантерский колледж.

## Карьера

### Радио
Бэнкс впервые появилась на радио с Уолтером О’Кифом в 1936 году, когда ей было 18 лет. В том же возрасте она стала первой «женщиной-марионеткой» в шоу Ступнегла и Бадда.

### Кино
Бэнкс начала свою карьеру в Голливуде с небольших ролей в таких фильмах, как «Крик об опасности» (1951) и «Вашингтонская история» (1952). Она стала более известна в 1950-х и начале 1960-х годов за ее многочисленные появления в качестве актрисы второго плана в таких фильмах, как «Мой Пол Гас».

### Телевидение
25 марта 1958 года Бэнкс снялась вместе с мужем Лавджоем в эпизоде его программы «Знакомьтесь, Макгроу». В 1972 году Бэнкс появилась в фильме CBS «Возвращение в Пейтон-Плейс».
Она пять раз появлялась в телесериале «Перри Мейсон», в том числе четыре раза в роли убийцы: в 1957 году она сыграла Карен Олдер в «Деле нерадивой нимфы»; в 1958 году она сыграла Валери Брюстер в «Деле причудливых фигур»; в 1960 году она сыграла миссис Джозеф Мэнли в «Деле мифических обезьян»; в 1961 году она сыграла Ронду Хаусман в «Деле леворукого лжеца»; и в 1964 году она сыграла Нелли Конвей в «Деле горестного вдовца». В 1958 году она появилась в роли Клары Худ в эпизоде «Роковая память» в телесериале «Разыскивается: живым или мертвым». Она также четырежды появлялась в Национальный бархат, дважды появлялась в «Альфред Хичкок представляет» и отдельно появлялась в таких шоу, как «Форд Театр», «Я люблю Люси», Личный секретарь, Свидание с ангелами, Грубые наездники, Мистер Адамс и Ив, Успех Доби Гиллиса, «Моя жена меня приворожила» и снова дважды появлялась в «Хейзел».
2 октября 1962 года Фрэнк Лавджой умер от сердечного приступа в постели в нью-йоркской резиденции пары. В то время Бэнкс и он вместе выступали в постановке пьесы Гора Видала «Лучший мужчина» в Нью-Джерси, но в ту ночь, когда он умер, они были не у дел. Карьера Бэнкс на радио продолжилась после того, как её работа на телевидении пошла на спад, и она появилась в 33 эпизодах «Таинственного театра» с 1974 по 1980 года.

## Личная жизнь
Бэнкс вышла замуж за актёра Фрэнка Лавджоя, с которым познакомилась, когда оба играли роли в радиосериале «Этот день — наш». У пары было двое детей, Джуди и Стив. 18 января 1998 года Джоан умерла от рака легких.

## Фильмография
- 1951 — Крик об опасности / Cry Danger — Элис Флетчер
- 1951 — Блестящая победа / Bright Victory — Джанет Грейсон
- 1952 — Вашингтонская история / Washington Story — миссис Ватек
- 1952 — Мой Пол Гас / My Pal Gus — Иви Толливер
- 1956 — Альфред Хичкок представляет / Alfred Hitchcock Presents (телесериал, эпизод «Никогда больше») — Маргарет
- 1956 — Альфред Хичкок представляет / Alfred Hitchcock Presents (телесериал, эпизод «Сливки шутки») — Ли
- 1957 — Мистер Кори / Mister Cory — Лили
- 1960 — Успех Доби Гиллиса / The Many Loves of Dobie Gillis (телесериал, эпизод «А вот и жених») — миссис Эдна Гилрой
- 1960 — Займёмся любовью / Let's Make Love — секретарь (не указана в титрах)
- 1961 — Возвращение в Пейтон Плейс / Return to Peyton Place — миссис Хамфрис (не указана в титрах)